# Bautzener Autobahnring
Bautzener Autobahnring – nieistniejący już tymczasowy uliczny tor wyścigowy w Budziszynie (NRD).
Tor miał długość 2,920 km i był częścią autostrady. W latach 1955–1974 odbywały się na nim wyścigi samochodowe i motocyklowe (Bautzener Autobahnringrennen).

## Wyniki
| Rok  | Seria          | Zwycięzca        | Samochód              | Źródło |
| ---- | -------------- | ---------------- | --------------------- | ------ |
| 1956 | Formuła 3      | Heinz Melkus     | Melkus Post-JAP       | [ 2 ]  |
| 1957 | Formuła 3      | Heinz Melkus     | Melkus Post-JAP       | [ 3 ]  |
| 1958 | Formuła 3      | Philipp Meub     | Cooper T18-Norton     | [ 4 ]  |
| 1960 | Formuła Junior | Willy Lehmann    | Scampolo 502-Wartburg | [ 5 ]  |
| 1961 | Formuła Junior | Heinz Melkus     | Melkus 61-Wartburg    | [ 6 ]  |
| 1962 | Formuła Junior | Willy Lehmann    | SEG I-Wartburg        | [ 7 ]  |
| 1963 | Formuła Junior | Willy Lehmann    | SEG II-Wartburg       | [ 8 ]  |
| 1964 | Formuła 3      | Heinz Melkus     | Melkus 64-Wartburg    | [ 9 ]  |
| 1965 | Formuła 3      | Peter Findeisen  | Melkus 64-Wartburg    | [ 10 ] |
| 1966 | Formuła 3      | Heinz Melkus     | Melkus 64-Wartburg    | [ 11 ] |
| 1967 | Formuła 3      | Heinz Melkus     | Melkus 64-Wartburg    | [ 12 ] |
| 1968 | Formuła 3      | Peter Findeisen  | Melkus 64-Wartburg    | [ 13 ] |
| 1969 | Formuła 3      | Peter Findeisen  | Melkus 64-Wartburg    | [ 14 ] |
| 1970 | Formuła 3      | Manfred Berger   | SEG II-Wartburg       | [ 15 ] |
| 1971 | Formuła 3      | Heinz Melkus     | Melkus 64-Wartburg    | [ 16 ] |
| 1972 | klasa C9       | Jürgen Käppler   | Melkus 64-Wartburg    | [ 17 ] |
| 1973 | klasa C9       | Siegfried Scholz | Melkus 64-Wartburg    | [ 18 ] |
| 1974 | klasa C9       | Wolfgang Krug    | SEG II-Łada           | [ 19 ] |